# VIII legislatura della Repubblica Italiana
L'VIII legislatura della Repubblica Italiana è stata in carica dal 20 giugno 1979 all'11 luglio 1983.

## Cronologia
I governi costituiti in questa legislatura sono sei. Dapprima, visto il grosso risultato ottenuto, la Democrazia Cristiana (38,3% dei voti) estromette dall'esecutivo il Partito Socialista, con il quale fino ad allora aveva avuto una storica alleanza, ricercando l'accordo con i partiti minori: il PSDI e il PLI. Dopo il primo governo guidato da Francesco Cossiga, che dura in carica 8 mesi, la maggioranza cede e coinvolge, a più riprese, oltre ai socialisti, anche il PRI.
Il repubblicano Giovanni Spadolini, nell'anno '81-'82, è il primo presidente del Consiglio non-democristiano della storia repubblicana.
È in questa legislatura che nasce la stagione storica del cosiddetto Pentapartito, costituito dall'alleanza DC-PSI-PSDI-PRI-PLI.

## Governi
- Governo Cossiga I
  - Dal 4 agosto 1979 al 4 aprile 1980
  - Presidente del Consiglio dei ministri: Francesco Cossiga (DC)
  - Composizione del governo: DC, PSDI, PLI

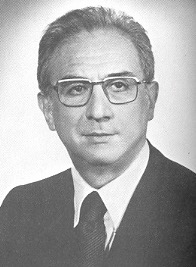
Francesco Cossiga, Presidente del Consiglio dei ministri dal 4 agosto 1979 al 18 ottobre 1980.

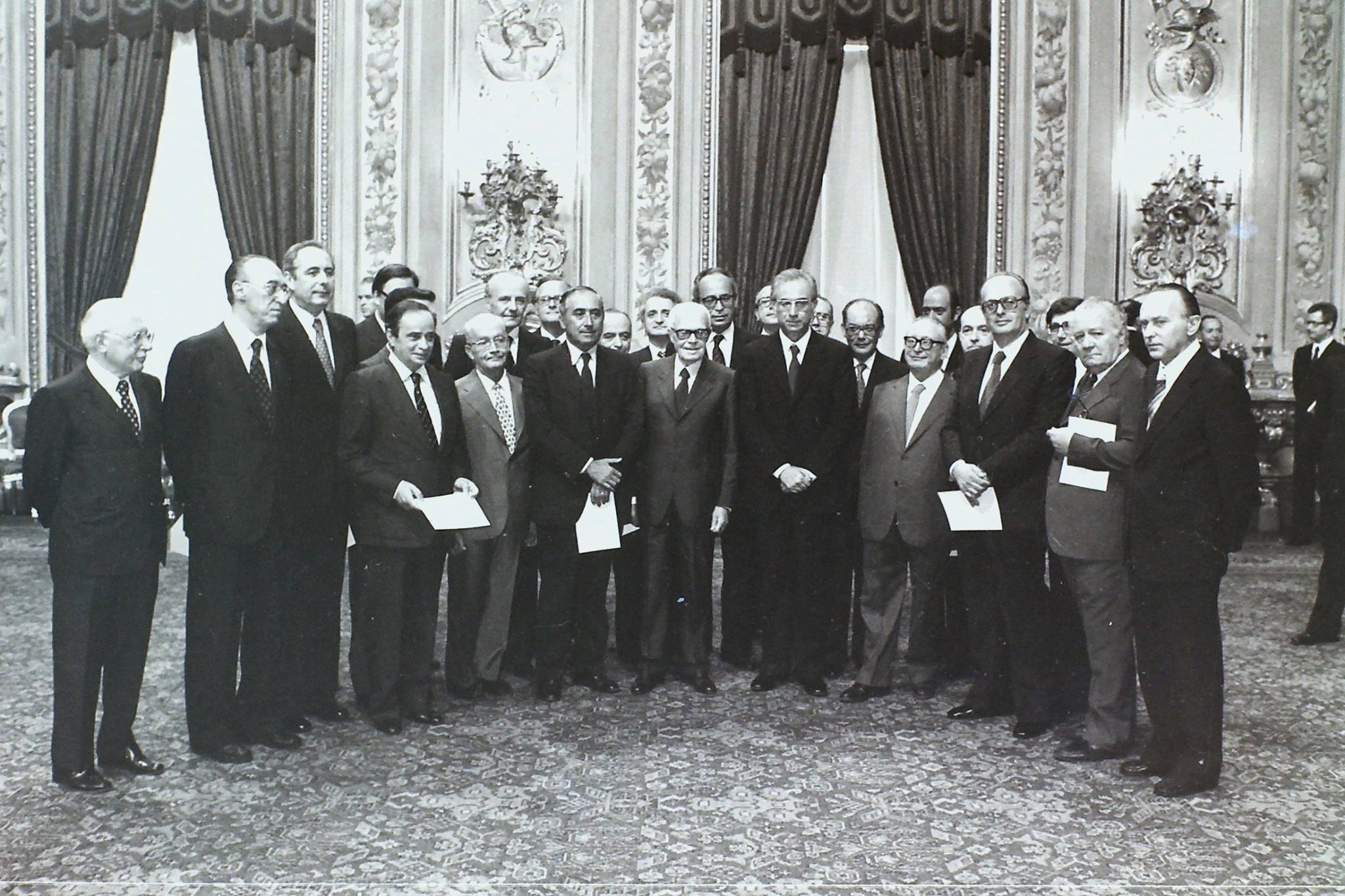
Giuramento del Governo Cossiga I, 4 agosto 1979

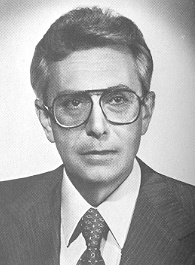
Arnaldo Forlani, Presidente del Consiglio dal 18 ottobre 1980 al 28 giugno 1981.

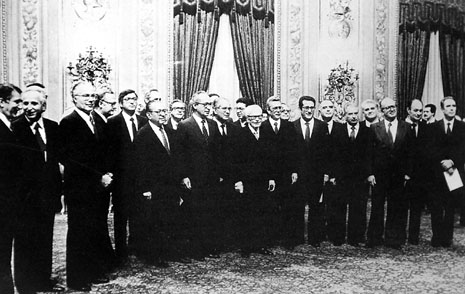
Giuramento del Governo Forlani, 18 ottobre 1980

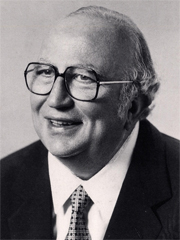
Giovanni Spadolini, Presidente del Consiglio dal 28 giugno 1981 al 1º dicembre 1982.

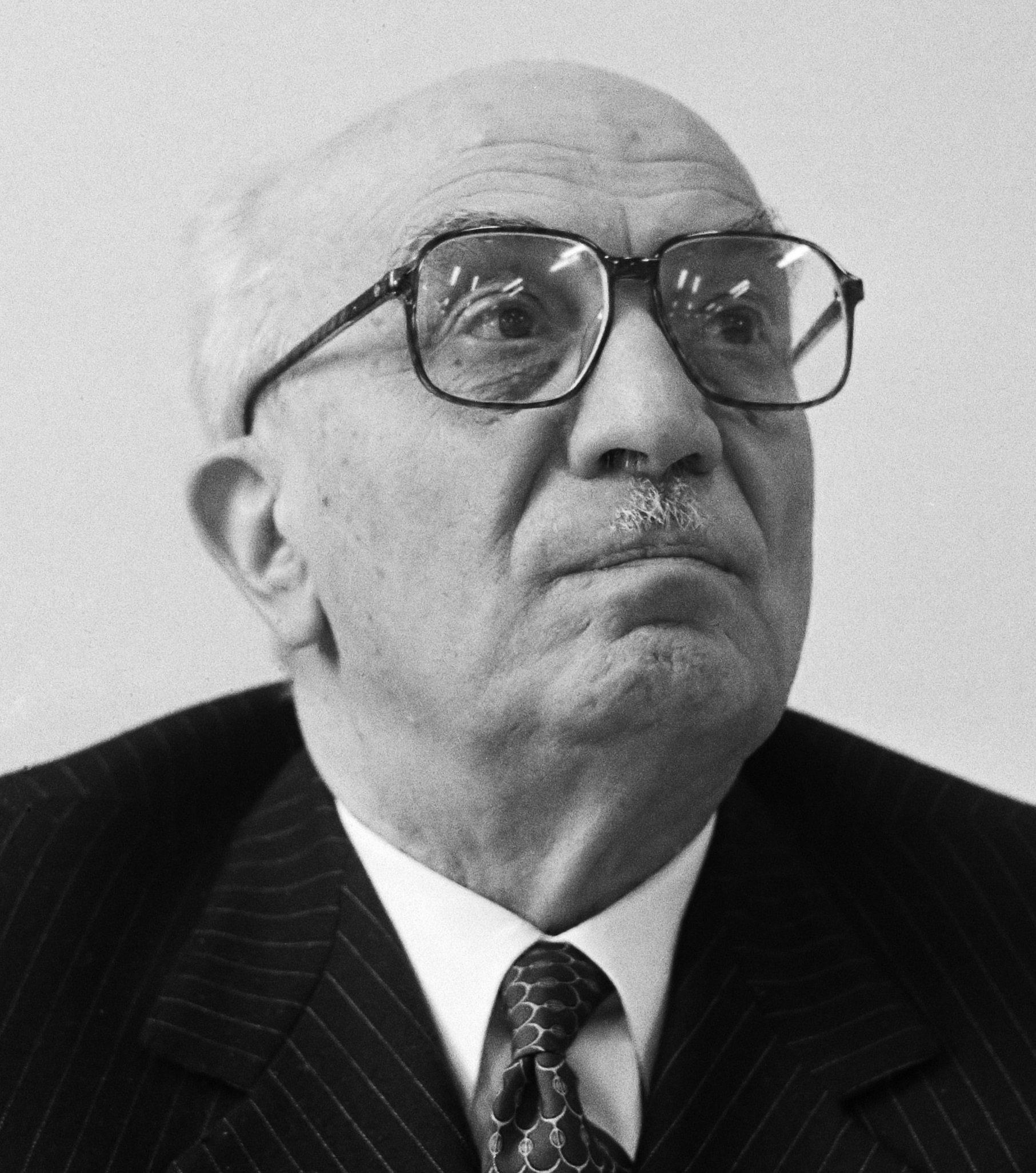
Amintore Fanfani, Presidente del Consiglio dal 1º dicembre 1982 al 4 agosto 1983.

- Governo Cossiga II
  - Dal 4 aprile 1980 al 18 ottobre 1980
  - Presidente del Consiglio dei ministri: Francesco Cossiga (DC)
  - Composizione del governo: DC, PSI, PRI
- Governo Forlani
  - Dal 18 ottobre 1980 al 28 giugno 1981
  - Presidente del Consiglio dei ministri: Arnaldo Forlani (DC)
  - Composizione del governo: DC, PSI, PRI, PSDI
- Governo Spadolini I
  - Dal 28 giugno 1981 al 23 agosto 1982
  - Presidente del Consiglio dei ministri: Giovanni Spadolini (PRI)
  - Composizione del governo: DC, PSI, PSDI, PRI, PLI
- Governo Spadolini II
  - Dal 23 agosto 1982 al 1º dicembre 1982
  - Presidente del Consiglio dei ministri: Giovanni Spadolini (PRI)
  - Composizione del governo: DC, PSI, PSDI, PRI, PLI
- Governo Fanfani V
  - Dal 1º dicembre 1982 al 4 agosto 1983
  - Presidente del Consiglio dei ministri: Amintore Fanfani (DC)
  - Composizione del governo: DC, PSI, PSDI, PLI

## Camera dei deputati

### Ufficio di presidenza

#### Presidente
Leonilde Iotti (PCI) - L'elezione è avvenuta il 20 giugno 1979.

#### Vicepresidenti
- Maria Eletta Martini (DC)
- Oscar Luigi Scalfaro (DC)
- Loris Fortuna (PSI) [fino al 01/12/1982]
- Aldo Aniasi (PSI) [dal 14/12/1982]
- Pier Luigi Romita (PSDI) [fino al 18/10/1980]
- Luigi Preti (PSDI) [dal 17/12/1980]

#### Questori
- Ernesto Pucci (DC)
- Antonio Caruso (PCI)
- Stefano Servadei (PSI)

#### Segretari
- Virginiangelo Marabini (DC)
- Pietro Zoppi (DC)
- Raffaele Giura Longo (PCI)
- Alfonso Gianni  (PdUP)
- Antonio Guarra (MSI-DN)
- Francesco De Cataldo (Misto)
- Raffaele Costa  (PLI) [fino al 07/08/1979]
- Egidio Sterpa (PLI) [dal 03/10/1979]
- Vitale Robaldo (PRI) [fino al 05/04/1980]
- Gianni Ravaglia (PRI) [dal 24/06/1980]

### Capigruppo parlamentari
| Gruppo parlamentare | Gruppo parlamentare                           | Presidente | Seggi     |
| ------------------- | --------------------------------------------- | --- | --------- |
|                     | Democrazia Cristiana                          | Gerardo Bianco | 263 / 630 |
|                     | Partito Comunista Italiano                    | Alessandro Natta [fino al 12/07/1979] Fernando Di Giulio [dal 12/07/1979 al 28/08/1981] Giorgio Napolitano [dal 26/10/1981] | 193 / 630 |
|                     | Partito Socialista Italiano                   | Vincenzo Balzamo [fino al 04/04/1980] Silvano Labriola [dal 15/04/1980]                                                     | 61 / 630  |
|                     | Movimento Sociale Italiano - Destra Nazionale | Alfredo Pazzaglia | 29 / 630  |
|                     | Misto                                         | Carlo Galante Garrone | 24 / 630  |
|                     | Partito Socialista Democratico Italiano       | Alessandro Reggiani | 19 / 630  |
|                     | Repubblicano                                  | Oscar Mammì [fino al 29/07/1981] Adolfo Battaglia [dal 29/07/1981]                                                          | 15 / 630  |
|                     | Partito Radicale                              | Marco Pannella [fino al 20/08/1979] Maria Adelaide Aglietta [dal 20/08/1979 all'08/01/1982] Emma Bonino [dall'08/01/1982]   | 11 / 630  |
|                     | Partito Liberale Italiano                     | Aldo Bozzi | 9 / 630   |
|                     | Partito di Unità Proletaria per il Comunismo  | Eliseo Milani | 6 / 630   |

### Commissioni parlamentari
| #    | Commissione | Presidente                                              | Presidente                                          |
| ---- | --- | ------------------------------------------------------- | --------------------------------------------------- |
| I    | Affari costituzionali - organizzazione dello stato - regioni - disciplina generale del rapporto di pubblico impiego |                                                         | Roland Riz (Misto-SVP)                              |
| II   | Affari della Presidenza del Consiglio - affari interni e di culto - enti pubblici                                   |                                                         | Oscar Mammì (PRI)                                   |
| III  | Affari esteri - emigrazione                                                                                         |                                                         | Francesco Cossiga (DC) [fino al 04/08/1979]         |
| III  | Affari esteri - emigrazione                                                                                         | Giulio Andreotti (DC) [dal 18/10/1979]                  |                                                     |
| IV   | Giustizia |                                                         | Alessandro Reggiani (PSDI) [fino al 16/04/1980]     |
| IV   | Giustizia | Dino Felisetti (PSI) [dal 07/05/1980]                   |                                                     |
| V    | Bilancio e programmazione - partecipazioni statali                                                                  |                                                         | Giuseppe La Loggia (DC)                             |
| VI   | Finanze e Tesoro |                                                         | Bruno Corti (PSDI) [fino al 13/02/1980]             |
| VI   | Finanze e Tesoro | Adolfo Battaglia (PRI) [dal 07/05/1980 al 15/07/1981]   |                                                     |
| VI   | Finanze e Tesoro | Emilio Rubbi (DC) [dal 16/07/1981 al 03/06/1982]        |                                                     |
| VI   | Finanze e Tesoro | Giuseppe Azzaro (DC) [dal 23/06/1982]                   |                                                     |
| VII  | Difesa |                                                         | Italo Giulio Caiati (DC) [fino al 15/07/1981]       |
| VII  | Difesa | Alfredo Biondi (PLI) [dal 16/07/1981 al 01/12/1982]     |                                                     |
| VII  | Difesa | Vito Angelini (PCI) [dal 19/01/1983]                    |                                                     |
| VIII | Istruzione e belle arti                                                                                             |                                                         | Giancarlo Tesini (DC) [fino al 15/07/1981]          |
| VIII | Istruzione e belle arti                                                                                             | Pier Luigi Romita (PSDI) [dal 16/07/1981 al 01/12/1982] |                                                     |
| VIII | Istruzione e belle arti                                                                                             | Giuseppe Amadei (PSDI) [dal 21/12/1982]                 |                                                     |
| IX   | Lavori pubblici |                                                         | Fiorentino Sullo (DC) [fino al 15/07/1981]          |
| IX   | Lavori pubblici | Giuseppe Botta (DC) [dal 16/07/1981]                    |                                                     |
| X    | Trasporti e aviazione civile - marina mercantile - poste e telecomunicazioni                                        |                                                         | Antonio Marzotto Caotorta (DC) [fino al 15/07/1981] |
| X    | Trasporti e aviazione civile - marina mercantile - poste e telecomunicazioni                                        | Guido Bernardi (DC) [dal 16/07/1981]                    |                                                     |
| XI   | Agricoltura e foreste                                                                                               |                                                         | Franco Bortolani (DC)                               |
| XII  | Industria e commercio - artigianato - commercio estero                                                              |                                                         | Giorgio La Malfa (PRI) [fino al 04/04/1980]         |
| XII  | Industria e commercio - artigianato - commercio estero                                                              | Francesco Forte (PSI) [dal 07/05/1980 al 15/07/1981]    |                                                     |
| XII  | Industria e commercio - artigianato - commercio estero                                                              | Enrico Manca (PSI) [dal 16/07/1981]                     |                                                     |
| XIII | Lavoro, assistenza e previdenza sociale, cooperazione                                                               |                                                         | Antonio Del Pennino (PRI) [fino al 29/04/1980]      |
| XIII | Lavoro, assistenza e previdenza sociale, cooperazione                                                               | Elvio Salvatore (PSI) [dal 07/05/1980]                  |                                                     |
| XIV  | Igiene e sanità pubblica                                                                                            |                                                         | Giacinto Urso (DC)                                  |

### Riepilogo della composizione
| Gruppo parlamentare alla Camera dei deputati | Gruppo parlamentare alla Camera dei deputati           | Gruppo parlamentare alla Camera dei deputati           | Gruppo parlamentare alla Camera dei deputati           | Inizio legislatura | 1979 | 1980 | 1981 | 1982 | Fine legislatura |
| -------------------------------------------- | ------------------------------------------------------ | ------------------------------------------------------ | ------------------------------------------------------ | ------------------ | ---- | ---- | ---- | ---- | ---------------- |
|                                              | Democrazia Cristiana (DC)                              | Democrazia Cristiana (DC)                              | Democrazia Cristiana (DC)                              | 261                | 261  | 262  | 262  | 263  | 263              |
|                                              | Partito Comunista Italiano (PCI)                       | Partito Comunista Italiano (PCI)                       | Partito Comunista Italiano (PCI)                       | 191                | 191  | 191  | 193  | 193  | 193              |
|                                              | Partito Socialista Italiano (PSI)                      | Partito Socialista Italiano (PSI)                      | Partito Socialista Italiano (PSI)                      | 62                 | 62   | 62   | 61   | 61   | 61               |
|                                              | Movimento Sociale Italiano - Destra Nazionale (MSI-DN) | Movimento Sociale Italiano - Destra Nazionale (MSI-DN) | Movimento Sociale Italiano - Destra Nazionale (MSI-DN) | 31                 | 31   | 30   | 29   | 29   | 29               |
|                                              | Partito Socialista Democratico Italiano (PSDI)         | Partito Socialista Democratico Italiano (PSDI)         | Partito Socialista Democratico Italiano (PSDI)         | 21                 | 21   | 20   | 20   | 19   | 19               |
|                                              | Repubblicano (PRI)                                     | Repubblicano (PRI)                                     | Repubblicano (PRI)                                     | 15                 | 15   | 16   | 16   | 15   | 15               |
|                                              | Partito Radicale (PR)                                  | Partito Radicale (PR)                                  | Partito Radicale (PR)                                  | 18                 | 18   | 17   | 16   | 16   | 11               |
|                                              | Partito Liberale Italiano (PLI)                        | Partito Liberale Italiano (PLI)                        | Partito Liberale Italiano (PLI)                        | 8                  | 9    | 9    | 9    | 9    | 9                |
|                                              | Partito di Unità Proletaria per il Comunismo (PdUP)    | Partito di Unità Proletaria per il Comunismo (PdUP)    | Partito di Unità Proletaria per il Comunismo (PdUP)    | 6                  | 6    | 6    | 6    | 6    | 6                |
|                                              | Gruppo misto                                           |                                                        | Non iscritti                                           | —                  | 1    | 1    | 2    | 3    | 5                |
|                                              | Gruppo misto                                           | Sinistra indipendente (Sin. Ind.)                      | 10                                                     | 10                 | 11   | 11   | 11   | 11   |                  |
|                                              | Gruppo misto                                           | Gruppo Diritti Umani (GDU)                             | —                                                      | —                  | —    | —    | —    | 3    |                  |
|                                              | Gruppo misto                                           | Südtiroler Volkspartei (SVP)                           | 4                                                      | 3                  | 3    | 3    | 3    | 3    |                  |
|                                              | Gruppo misto                                           | Lista per Trieste (Ass. per Trieste)                   | 1                                                      | 1                  | 1    | 1    | 1    | 1    |                  |
|                                              | Gruppo misto                                           | Movimento Democratico Popolare (Mov. Dem. Popolare)    | 1                                                      | 1                  | 1    | 1    | 1    | 1    |                  |
| Totale gruppo misto                          | Totale gruppo misto                                    | 16                                                     | 16                                                     | 17                 | 18   | 19   | 24   |      |                  |
| Totale                                       | Totale                                                 | Totale                                                 | Totale                                                 | 629                | 630  | 630  | 630  | 630  | 630              |

#### Modifiche nella composizione dei gruppi parlamentari
1. ↑  Un deputato subentrante aderisce al gruppo DC durante il 1980: Emidio Revelli il 9 settembre, in sostituzione di Alberto Bemporad del gruppo PSDI.

Un deputato del gruppo DC cessa dal mandato parlamentare durante il 1980: Dario Antoniozzi il 22 gennaio, il giorno successivo è sostituito da Pietro Rende.

Un deputato del gruppo DC decede durante il 1980: Albertino Castellucci il 15 maggio, il 21 maggio è sostituito da Giuseppe Sposetti.
2. ↑  Due deputati del gruppo DC cessano dal mandato parlamentare durante il 1981: Giovanni Galloni l'11 giugno, il 24 giugno è sostituito da Carlo Felici; Emo Danesi il 27 ottobre, il 4 novembre è sostituito da Enzo Meucci.

Un deputato del gruppo DC decede durante il 1981: Giovanni Gioia il 27 novembre, il 3 dicembre è sostituito da Alberto Alessi.
3. ↑  Un deputato aderisce al gruppo DC durante il 1982. Abbandonando il gruppo Misto-NI: Fiorentino Sullo il 27 agosto.

Due deputati del gruppo DC cessano dal mandato parlamentare durante il 1982: Piero Bassetti il 3 marzo, il giorno successivo è sostituito da Roberto Confalonieri; Giovanni Del Rio il 14 luglio, il giorno successivo è sostituito da Carlo Molè che a sua volta cessa dal mandato l'8 novembre, il giorno successivo è sostituito da Maria Chiara Rosso.
4. ↑  Un deputato del gruppo DC cessa dal mandato parlamentare durante il 1983: Salvatore La Rocca il 27 aprile, lo stesso giorno è sostituito da Benito Cazora.

Un deputato del gruppo DC decede durante il 1983: Giovanni Matta l'8 marzo, il 16 marzo è sostituito da Ernesto Di Fresco.
5. ↑  Un deputato del gruppo PCI decede durante il 1979: Giuseppe Siro Trezzini il 18 dicembre, il 20 dicembre è sostituito da Anna Maria Ciai Trivelli.
6. ↑  Tre deputati del gruppo PCI cessano dal mandato parlamentare durante il 1980: Mario Arnone il 9 giugno, il 9 settembre è sostituito da Novello Pallanti; Alberto Asor Rosa il 25 novembre, il 27 novembre è sostituito da Piero Pratesi che a sua volta cessa dal mandato il 17 dicembre, il giorno successivo è sostituito da Luca Pavolini.

Due deputati del gruppo PCI decedono durante il 1980: Nicola Adamo il 19 febbraio, il 28 febbraio è sostituito da Salvatore Forte; Giorgio Amendola il 5 giugno, il 12 giugno è sostituito da Luigi Matrone; Luigi Longo il 16 ottobre, il 23 ottobre è sostituito da Carla Gravina.
7. ↑  Un deputato aderisce al gruppo PCI durante il 1981. Abbandonando il gruppo Misto-Sin. Ind.: Silverio Corvisieri il 29 gennaio.

Un deputato subentrante aderisce al gruppo PCI durante il 1981: Riccardo Romano il 20 maggio, in sostituzione di Domenico Napoletano del gruppo Misto-Sin. Ind.

Un deputato del gruppo PCI cessa dal mandato parlamentare durante il 1981: Ugo Vetere il 27 ottobre, il 4 novembre è sostituito da Silvio Antonellis.

Un deputato del gruppo PCI decede durante il 1981: Fernando Di Giulio il 28 agosto, l'8 settembre è sostituito da Livio Boncompagni.
8. ↑  Due deputati del gruppo PCI cessano dal mandato parlamentare durante il 1982: Mario Arnone il 9 giugno, il 10 giugno è sostituito da Domenico Bacchi; Guido Carandini il 22 giugno, il 30 giugno è sostituito da Rosella Palmini Lattanzi.

Due deputati del gruppo PCI decedono durante il 1982: Pio La Torre il 30 aprile, il 12 maggio è sostituito da Mario Arnone; Flavio Colonna il 27 giugno, il 30 giugno è sostituito da Augusto Barbera.
9. ↑  Un deputato del gruppo PCI cessa dal mandato parlamentare durante il 1983: Vitilio Masiello il 2 febbraio, il giorno successivo è sostituito da Enrico Piccone.
10. ↑  Un deputato del gruppo PSI cessa dal mandato parlamentare durante il 1979: Luigi Buccico il 29 settembre, il 4 ottobre è sostituito da Antonio Carpino.
11. ↑  Un deputato abbandona il gruppo PSI durante il 1981. Aderisce al gruppo Misto-Sin. Ind.: Franco Bassanini il 10 ottobre.

Un deputato del gruppo PSI cessa dal mandato parlamentare durante il 1981: Salvatore Lauricella il 25 marzo, il giorno successivo è sostituito da Vito Cusumano.
12. ↑  Un deputato del gruppo PSI cessa dal mandato parlamentare durante il 1983: Roberto Liotti il 13 gennaio, il 19 gennaio è sostituito da Ercoliano Monesi.

Un deputato del gruppo PSI decede durante il 1983: Antonio Enrico Canepa il 31 marzo, il 13 aprile è sostituito da Paolo Caviglia.
13. ↑  Un deputato del gruppo MSI-DN cessa dal mandato parlamentare durante il 1980: Giovanni Pellegatta il 9 settembre, lo stesso giorno è sostituito da Giovanni Spadolini che non aderisce ad alcun gruppo parlamentare in quanto opta per il seggio al Senato.
14. ↑  Un deputato abbandona il gruppo MSI-DN durante il 1981. Aderisce al gruppo Misto-NI: Agostino Greggi il 2 aprile.
15. ↑  
Un deputato del gruppo MSI-DN decede durante il 1983: Orazio Santagati il 28 marzo, il 30 marzo è sostituito da Giovanbattista Davoli.
Egli stesso si dimette l'11 aprile seguente e il 13 aprile è sostituito da Paolo Tringali.
16. ↑  Un deputato del gruppo PSDI cessa dal mandato parlamentare durante il 1980: Alberto Bemporad il 9 settembre, lo stesso giorno è sostituito da Emidio Revelli che aderisce al gruppo DC.
17. ↑  Un deputato abbandona il gruppo PSDI durante il 1982. Aderisce al gruppo Misto-NI: Fiorentino Sullo il 7 gennaio.
18. ↑  Un deputato del gruppo PRI decede durante il 1979: Emanuele Terrana il 1º settembre, il 18 settembre è sostituito da Mauro Dutto.
19. ↑  Un deputato subentrante aderisce al gruppo PRI durante il 1980: Aldo Gandolfi il 10 settembre, in sostituzione di Giovanni Spadolini che contemporaneamente opta per il seggio al Senato.
20. ↑  Un deputato abbandona il gruppo PRI durante il 1982. Aderisce al gruppo Misto-NI: Alfredo Arpaia il 4 ottobre.

Un deputato del gruppo PRI decede durante il 1982: Francesco Compagna il 24 luglio, il 4 agosto è sostituito da Alfredo Arpaia.
21. ↑  Una deputata abbandona il gruppo PR durante il 1980. Aderisce al gruppo Misto-Sin. Ind.: Maria Luisa Galli il 9 dicembre.

Due deputati del gruppo PR cessano dal mandato parlamentare durante il 1980: Maria Antonietta Macciocchi il 16 gennaio, il giorno successivo è sostituita da Pio Baldelli; Marco Pannella il 18 novembre, il 20 novembre è sostituito da Giuseppe Rippa.
22. ↑  Un deputato abbandona il gruppo PR durante il 1981. Aderisce al gruppo Misto-Sin. Ind.: Pio Baldelli il 15 novembre.
23. ↑  Un deputato subentrante aderisce al gruppo PR: Giuseppe Calderisi il 13 maggio, in sostituzione di Giuseppe Rippa che opta per il seggio della circoscrizione Como.

Tre deputati del gruppo PR cessano dal mandato parlamentare durante il 1982: Gianluigi Melega il 12 maggio, lo stesso giorno è sostituito da Franco Corleone; Marcello Crivellini il 12 maggio, lo stesso giorno è sostituito da Luca Boneschi che a sua volta cessa dal mandato il giorno successivo senza aderire ad alcun gruppo parlamentare, il 20 novembre è sostituito da Giuseppe Rippa.
24. ↑  Cinque deputati abbandonano il gruppo PR durante il 1983. Aderiscono al gruppo Misto-GDU: Aldo Ajello, Marco Boato e Domenico Pinto il 13 gennaio. Aderiscono al gruppo Misto-NI: Giuseppe Rippa il 15 marzo, Francesco Antonio De Cataldo il 16 marzo.
25. ↑  Un deputato subentrante aderisce al gruppo PLI durante il 1979: Giorgio Ferrari il 29 giugno, in sostituzione di Valerio Zanone che opta per il seggio della circoscrizione Torino.
26. ↑  Una deputata del gruppo PdUP cessa dal mandato parlamentare durante il 1979: Luciana Castellina il 4 ottobre, l'11 ottobre è sostituita da Famiano Crucianelli.
27. ↑  Un deputato subentrante aderisce al gruppo Misto-NI durante il 1979: Michl Ebner il 18 settembre, in sostituzione di Hugo Gamper del gruppo Misto-SVP.
28. ↑  Un deputato aderisce al gruppo Misto-NI durante il 1981. Abbandonando il gruppo MSI-DN: Agostino Greggi il 2 aprile.
29. ↑  Due deputati aderiscono al gruppo Misto-NI durante il 1982. Abbandonando il gruppo PSDI: Fiorentino Sullo il 7 gennaio. Abbandonando il gruppo PRI: Alfredo Arpaia il 4 ottobre.

Un deputato abbandona il gruppo Misto-NI durante il 1982. Aderisce al gruppo DC: Fiorentino Sullo il 27 agosto.
30. ↑  Due deputati aderiscono al gruppo Misto-NI durante il 1983. Abbandonando il gruppo PR: Giuseppe Rippa il 15 marzo, Francesco Antonio De Cataldo il 16 marzo.
31. ↑  Una deputata aderisce al gruppo Misto-Sin. Ind. durante il 1980. Abbandonando il gruppo PR: Maria Luisa Galli il 9 dicembre.
32. ↑  Due deputati aderiscono al gruppo Misto-Sin. Ind. durante il 1981. Abbandonando il gruppo PSI: Franco Bassanini il 10 ottobre. Abbandonando il gruppo PR: Pio Baldelli il 15 novembre.

Un deputato abbandona il gruppo Misto-Sin. Ind. durante il 1981. Aderisce al gruppo PCI: Silverio Corvisieri il 29 gennaio.

Un deputato del gruppo Misto-Sin. Ind. decede durante il 1981: Domenico Napoletano l'8 maggio, il 20 maggio è sostituito da Riccardo Romano che aderisce al gruppo PCI.
33. ↑  Tre deputati aderiscono al gruppo Misto-GDU durante il 1983. Abbandonando il gruppo PR: Aldo Ajello, Marco Boato e Domenico Pinto il 13 gennaio.
34. ↑  Un deputato del gruppo Misto-SVP decede durante il 1979:Hugo Gamper il 21 agosto, il 18 settembre è sostituito da Michl Ebner che aderisce al gruppo Misto-NI.

#### Modifiche nella nomenclatura dei gruppi parlamentari
1. ↑  La componente Gruppo Diritti Umani (GDU) si forma il 13 gennaio 1983 con tre deputati aderenti provenienti dal gruppo PR.

## Senato della Repubblica

### Consiglio di presidenza

#### Presidenti
- Amintore Fanfani (DC) [fino al 30/11/1982] - L'elezione è avvenuta il 20 giugno 1979
- Tommaso Morlino (DC) [dal 09/12/1982 al 06/05/1983] - L'elezione è avvenuta il 9 dicembre 1982
- Vittorino Colombo (DC) - L'elezione è avvenuta il 12 maggio 1983.

#### Vicepresidenti
- Luigi Carraro (DC) [fino all'08/11/1980]
- Adriano Ossicini (Sin. Ind.)
- Dario Valori (PCI)
- Giuseppe Ferralasco (PSI) [fino al 06/12/1982]
- Tommaso Morlino (DC) [dal 21/01/1981 all'08/12/1982]
- Alberto Cipellini (PSI) [dal 16/12/1982]
- Vittorino Colombo (DC) [dal 20/01/1983 all'11/05/1983]

#### Questori
- Cristoforo Ricci (DC) [fino al 04/01/1983]
- Silvio Miana (PCI)
- Biagio Pinto (PRI)
- Carmelo Santalco (DC) [dal 20/01/1983]

#### Segretari
- Pietro Pala (DC)
- Arturo Pacini (DC) [fino al 07/08/1979]
- Flavio Luigi Bertone (PCI)
- Daverio Clementino Giovannetti (PCI)
- Mario Vignola (PSI)
- Giuseppe Fassino (Misto-PLI) [fino al 02/07/1981]
- Karl Mitterdorfer (Misto-SVP)
- Cristoforo Filetti (MSI-DN)
- Luigi Buzio (PSDI) [dall'08/11/1979]
- Vittorino Colombo (DC) [dal 29/07/1981]

### Capigruppo parlamentari
| Gruppo parlamentare | Gruppo parlamentare                           | Presidente | Seggi     |
| ------------------- | --------------------------------------------- | --- | --------- |
|                     | Democratico Cristiano                         | Giuseppe Bartolomei [fino al 18/10/1980] Giorgio De Giuseppe [dal 12/11/1979]                                              | 139 / 324 |
|                     | Comunista                                     | Edoardo Perna | 95 / 324  |
|                     | Partito Socialista Italiano                   | Alberto Cipellini [fino al 25/01/1983] Rino Formica [dal 26/01/1983]                                                       | 34 / 324  |
|                     | Sinistra Indipendente                         | Luigi Anderlini [fino al 09/02/1983] Mario Gozzini [dal 10/02/1983]                                                        | 15 / 324  |
|                     | Movimento Sociale Italiano - Destra Nazionale | Araldo di Crollalanza | 13 / 324  |
|                     | Misto                                         | Peter Brugger | 11 / 324  |
|                     | Partito Socialista Democratico Italiano       | Dante Schietroma | 10 / 324  |
|                     | Repubblicano                                  | Libero Gualtieri [fino al 10/08/1979] Giovanni Spadolini [dall'11/08/1979 al 23/10/1979] Libero Gualtieri [dal 24/10/1979] | 7 / 324   |

### Commissioni parlamentari
| #    | Commissione | Presidente                                   | Presidente                                     |
| ---- | --- | -------------------------------------------- | ---------------------------------------------- |
| I    | Affari costituzionali, affari della Presidenza del Consiglio e dell'Interno, ordinamento generale dello Stato e della Pubblica Amministrazione |                                              | Antonino Murmura (DC)                          |
| II   | Giustizia |                                              | Giancarlo De Carolis (DC) [fino al 07/07/1981] |
| II   | Giustizia | Cesarino Dante Cioce (PSDI) [dal 23/07/1981] |                                                |
| III  | Affari esteri |                                              | Paolo Emilio Taviani (DC)                      |
| IV   | Difesa |                                              | Dante Schietroma (PSDI) [fino al 18/06/1980]   |
| IV   | Difesa | Bruno Lepre (PSI) [dal 02/07/1980]           |                                                |
| V    | Programmazione economica, bilancio |                                              | Salverino De Vito (DC)                         |
| VI   | Finanze e tesoro |                                              | Remo Segnana (DC)                              |
| VII  | Istruzione pubblica e belle arti, ricerca scientifica, spettacolo e sport                                                                      |                                              | Alessandro Faedo (DC) [fino al 22/07/1981]     |
| VII  | Istruzione pubblica e belle arti, ricerca scientifica, spettacolo e sport                                                                      | Carlo Buzzi (DC) [dal 23/07/1981]            |                                                |
| VIII | Lavori pubblici, comunicazioni |                                              | Alfonso Tanga (DC) [fino al 22/07/1981]        |
| VIII | Lavori pubblici, comunicazioni | Sebastiano Vincelli (DC) [dal 23/07/1981]    |                                                |
| IX   | Agricoltura |                                              | Anselmo Martoni (PSDI) [fino al 19/06/1980]    |
| IX   | Agricoltura | Riode Finessi (PSI) [dal 02/07/1980]         |                                                |
| X    | Industria, commercio, turismo |                                              | Libero Gualtieri (PRI)                         |
| XI   | Lavoro, previdenza sociale |                                              | Onorio Cengarle (DC) [fino al 22/07/1981]      |
| XI   | Lavoro, previdenza sociale | Mario Toros (DC) [dal 23/07/1981]            |                                                |
| XII  | Igiene e sanità |                                              | Biagio Pinto (PRI) [fino al 23/06/1980]        |
| XII  | Igiene e sanità | Domenico Pittella (PSI) [dal 02/07/1980]     |                                                |

### Riepilogo della composizione
| Gruppo parlamentare al Senato della Repubblica | Gruppo parlamentare al Senato della Repubblica         | Gruppo parlamentare al Senato della Repubblica         | Gruppo parlamentare al Senato della Repubblica         | Inizio legislatura | 1979 | 1980 | 1981 | 1982 | Fine legislatura |
| ---------------------------------------------- | ------------------------------------------------------ | ------------------------------------------------------ | ------------------------------------------------------ | ------------------ | ---- | ---- | ---- | ---- | ---------------- |
|                                                | Democratico Cristiano (DC)                             | Democratico Cristiano (DC)                             | Democratico Cristiano (DC)                             | 138                | 137  | 138  | 138  | 138  | 137              |
|                                                | Comunista (PCI)                                        | Comunista (PCI)                                        | Comunista (PCI)                                        | 94                 | 94   | 94   | 94   | 95   | 95               |
|                                                | Partito Socialista Italiano (PSI)                      | Partito Socialista Italiano (PSI)                      | Partito Socialista Italiano (PSI)                      | 33                 | 33   | 32   | 32   | 32   | 32               |
|                                                | Sinistra Indipendente (Sin. Ind.)                      | Sinistra Indipendente (Sin. Ind.)                      | Sinistra Indipendente (Sin. Ind.)                      | 15                 | 16   | 16   | 16   | 15   | 14               |
|                                                | Movimento Sociale Italiano - Destra Nazionale (MSI-DN) | Movimento Sociale Italiano - Destra Nazionale (MSI-DN) | Movimento Sociale Italiano - Destra Nazionale (MSI-DN) | 13                 | 13   | 13   | 13   | 13   | 13               |
|                                                | Partito Socialista Democratico Italiano (PSDI)         | Partito Socialista Democratico Italiano (PSDI)         | Partito Socialista Democratico Italiano (PSDI)         | 10                 | 10   | 10   | 10   | 10   | 10               |
|                                                | Repubblicano (PRI)                                     | Repubblicano (PRI)                                     | Repubblicano (PRI)                                     | 7                  | 7    | 8    | 7    | 7    | 7                |
|                                                | Gruppo misto                                           |                                                        | Non iscritti                                           | 3                  | 2    | 2    | 2    | 2    | 3                |
|                                                | Gruppo misto                                           | Südtiroler Volkspartei (SVP)                           | 3                                                      | 3                  | 3    | 3    | 3    | 3    |                  |
|                                                | Gruppo misto                                           | Partito Radicale (P. Rad.)                             | 2                                                      | 2                  | 2    | 2    | 2    | 2    |                  |
|                                                | Gruppo misto                                           | Partito Liberale Italiano (PLI)                        | 2                                                      | 2                  | 2    | 2    | 2    | 2    |                  |
|                                                | Gruppo misto                                           | Union Valdôtaine (UV)                                  | 1                                                      | 1                  | 1    | 1    | 1    | 1    |                  |
|                                                | Gruppo misto                                           | Indipendenti di sinistra (Ind. Sin.)                   | —                                                      | —                  | —    | —    | 1    | 1    |                  |
| Totale gruppo misto                            | Totale gruppo misto                                    | 11                                                     | 10                                                     | 10                 | 10   | 11   | 12   |      |                  |
| Totale                                         | Totale                                                 | Totale                                                 | Totale                                                 | 321                | 320  | 321  | 320  | 321  | 320              |

#### Modifiche nella composizione dei gruppi parlamentari
1. ↑  Un senatore del gruppo DC cessa dal mandato parlamentare durante il 1979: Giosuè Ligios il 21 dicembre, il 9 gennaio 1980 è sostituito da Angelo Lai.

Un senatore del gruppo DC decede durante il 1979: Marino Carboni il 29 settembre, l'11 ottobre è sostituito da Learco Saporito.
2. ↑  Un senatore subentrante aderisce al gruppo DC durante il 1980: Angelo Lai il 9 gennaio, in sostituzione di Giosuè Ligios.

Un senatore del gruppo DC cessa dal mandato parlamentare durante il 1980: Mario Pedini il 26 febbraio, il 28 febbraio è sostituito da Ambrogio Colombo.

Un senatore del gruppo DC decede durante il 1980: Luigi Carraro l'8 novembre, l'11 novembre è sostituito da Emilio Neri.
3. ↑  Due senatori del gruppo DC cessano dal mandato parlamentare durante il 1981: Giancarlo De Carolis il 7 luglio, il giorno successivo è sostituito da Ilo Mariotti; Ferdinando Truzzi il 10 dicembre, il giorno successivo è sostituito da Vincenzo La Russa.

Un senatore del gruppo DC decede durante il 1981: Gino Cacchioli il 31 agosto, il 30 settembre è sostituito da Armando Foschi.
4. ↑  Due senatori del gruppo DC decedono durante il 1982: Guido Gonella il 19 agosto, il 2 settembre è sostituito da Luigia Barin; Elio Tiriolo il 13 ottobre, il 20 ottobre è sostituito da Francesco Smurra.
5. ↑  Un senatore del gruppo DC cessa dal mandato parlamentare durante il 1983: Giuseppe Locatelli il 21 giugno.

Quattro senatori del gruppo DC decedono durante il 1983: Cristoforo Ricci il 4 gennaio, i 21 gennaio è sostituito da Giuseppe Giliberti; Giovanni Marcora il 5 febbraio, il 9 febbraio è sostituito da Angelo Cordara; Tommaso Morlino il 6 maggio, il 21 giugno è sostituito da Giuseppe Locatelli; Giacomo Samuele Mazzoli il 22 maggio, il 21 giugno è sostituito da Arturo Maria Guatelli.
6. ↑  Un senatore del gruppo PCI cessa dal mandato parlamentare durante il 1980: Vincenzo Sparano il 19 marzo, lo stesso giorno è sostituito da Michele Iannarone.
7. ↑  Una senatrice aderisce al gruppo PCI durante il 1982. Nominata senatrice a vita: Camilla Ravera l'8 gennaio.

Un senatore del gruppo PCI decede durante il 1982: Franco Calamandrei il 26 settembre, il 20 ottobre è sostituito da Luigi Cortesi.
8. ↑  Un senatore del gruppo PCI cessa dal mandato parlamentare durante il 1983: Pasquale Salvucci il 1º febbraio, il giorno successivo è sostituito da Alfredo Caprari.

Un senatore del gruppo PCI decede durante il 1983: Claudio Ferrucci il 22 marzo, il 24 marzo è sostituito da Bernardino Alvaro Jovannitti.
9. ↑  Tre senatori del gruppo PSI decedono durante il 1980: Pietro Nenni il 1º gennaio; Attilio Spozio il 29 gennaio, il 6 febbraio è sostituito da Margherita Boniver; Augusto Talamona il 6 luglio, il 10 luglio è sostituito da Armando Da Roit.
10. ↑  Una senatrice aderisce al gruppo Sin. Ind. durante il 1979. Abbandonando il gruppo Misto-NI: Carla Ravaioli il 28 giugno.
11. ↑  Un senatore aderisce al gruppo Sin. Ind. durante il 1981. Nominato senatore a vita: Eduardo De Filippo il 26 settembre.

Un senatore del gruppo Sin. Ind. durante il 1981: Ferruccio Parri l'8 dicembre.
12. ↑  Un senatore abbandona il gruppo Sin. Ind. durante il 1982. Aderisce al gruppo Misto-In. Sin.: Nino Pasti l'8 marzo.
13. ↑  Una senatrice abbandona il gruppo Sin. Ind. durante il 1983. Aderisce al gruppo Misto-NI: Carla Ravaioli il 4 maggio.
14. ↑  Un senatore del gruppo MSI-DN decede durante il 1983: Biagio Pecorino il 31 gennaio, il 2 febbraio è sostituito da Vincenzo Madonia.
15. ↑  Un senatore aderisce al gruppo PRI durante il 1980. Nominato senatore a vita: Leo Valiani il 12 gennaio.
16. ↑  Un senatore del gruppo PRI decede durante il 1981: Eugenio Montale il 12 settembre.
17. ↑  Una senatrice abbandona il gruppo Misto-NI durante il 1979. Aderisce al gruppo Sin. Ind.: Carla Ravaioli il 27 giugno.
18. ↑  Una senatrice aderisce al gruppo Misto-NI durante il 1983. Abbandona il gruppo Sin. Ind.: Carla Ravaioli il 5 maggio.
19. ↑  Un senatore aderisce al gruppo Misto-In. Sin. durante il 1982. Abbandonando il gruppo Sin. Ind.: Nino Pasti il 9 marzo.

#### Modifiche nella nomenclatura dei gruppi parlamentari
1. ↑  La componente Indipendenti di Sinistra (Ind. Sin.) si forma il 9 marzo 1982 con un senatore aderente proveniente dal gruppo Sin. Ind.